# Breda Costruzioni Ferroviarie
Breda Costruzioni Ferroviarie - BCF S.p.A. è stata una azienda italiana operante nel settore ferroviario in particolare nella costruzione di materiale rotabile per il trasporto di persone e merci. BCF era di proprietà statale in quanto è stata controllata da Breda, Aviofer (Gruppo EFIM) e poi da Finmeccanica (poi Leonardo-Finmeccanica). Nel 2000 insieme alla Ansaldo Trasporti diede vita alla AnsaldoBreda S.p.A.

## Storia

### Le origini
A seguito della profonda riforma del 14 luglio 1952 la Società Italiana Ernesto Breda per Costruzioni Meccaniche venne trasformata nella forma di una holding, la Finanziaria Ernesto Breda quotata in Borsa; le varie sezioni di produzione si costituirono pertanto in Società per azioni controllate dalla stessa.
In particolare, la Breda ferroviaria continuò a mantenere una ulteriore gestione separata delle sue attività e dei suoi impianti con sedi al Nord a Milano e a Sesto San Giovanni (Sezione I, Breda Elettromeccanica e Locomotive - Sezione II, Breda Ferroviaria), cui si aggiunse nel 1962 il controllo delle Officine Meccaniche Ferroviarie Pistoiesi (OMFP), fino alla completa chiusura degli stabilimenti milanesi nei primi anni settanta, quando tutte le attività del comparto ferroviario furono trasferite a Pistoia, sotto la gestione della Breda Costruzioni Ferroviarie (BCF).

### Dalle Officine San Giorgio alla Breda Costruzioni Ferroviarie
Lo stabilimento di Pistoia nacque nel 1906 come Officine San Giorgio, realizzato dalla società San Giorgio di Genova, rilevando un'officina preesistente specializzata nella produzione di carrozze a cavalli. Con l'ingresso della San Giorgio nel capitale azionario della società la produzione venne subito riconvertita nella costruzione di carrozzerie per auto, alla quale succedette quella delle riparazioni ferroviarie.
Durante la seconda guerra mondiale le Officine San Giorgio, a causa della vicinanza con la Stazione Ferroviaria, furono oggetto di pesanti bombardamenti.
Ripresa l'attività nel dopoguerra lo stabilimento pistoiese cambiò denominazione in Officine Meccaniche Ferroviarie Pistoiesi (OMFP) e fu acquistato da Aerfer, una controllata pubblica dello Stato. Successivamente passò sotto il controllo dell'EFIM e nel 1969 la società assunse la denominazione di Ferroviaria Breda Pistoiesi con stabilimenti a Sesto San Giovanni - Niguarda (ex Sezione I Elettromeccanica e Locomotive ed ex Sezione II Ferroviaria, ex SIEB) e Pistoia, con circa 1000 dipendenti.
Nel 1971, in concomitanza al progressivo trasferimento delle attività milanesi nell'impianto di Pistoia la società mutò ragione sociale in Breda Costruzioni Ferroviarie (BCF), acquisendo pochi anni dopo anche il controllo di altre aziende del settore, dando vita a un vero e proprio gruppo industriale.

### La nascita del grande polo industriale pistoiese
Nel 1973 si inaugura il nuovo stabilimento di Breda Costruzioni Ferroviarie (poi AnsaldoBreda) in Via Ciliegiole, in sostituzione del vecchio stabilimento costruito dalla San Giorgio in via Pacinotti. Il vecchio impianto, dopo un lungo periodo di abbandono, è stato oggetto di un importante intervento di riqualificazione che lo ha trasformato in polo culturale.
Nel 1989, nell'ambito di un processo di riorganizzazione dell'EFIM, Breda Costruzioni Ferroviarie viene ceduta per il 99,975% a Aviofer e nello stesso periodo prosegue con altri partners lo studio dei primi treni per le future linee ad Alta Velocità italiane, tramite il Consorzio TREVI.
Nel 1996 Breda Costruzioni Ferroviarie diventa ufficialmente un'azienda controllata dal gruppo Finmeccanica. Nel 2000, insieme ad Ansaldo Trasporti darà poi vita ad AnsaldoBreda S.p.A., fino all'acquisto della società, avvenuto nel 2015, da parte della multinazionale giapponese Hitachi, quando cambierà nome in Hitachi Rail Italy.

## Il gruppo
Le aziende principali del gruppo erano:
- Sofer Officine Ferroviarie S.p.A.
- Imesi - Industriale Metalmeccaniche Siciliane S.p.A.
- Breda Transportation Incorporation
- BredaMenariniBus S.p.A. (indirettamente)
- Ferrosud